# Mare treballadora (escultura)

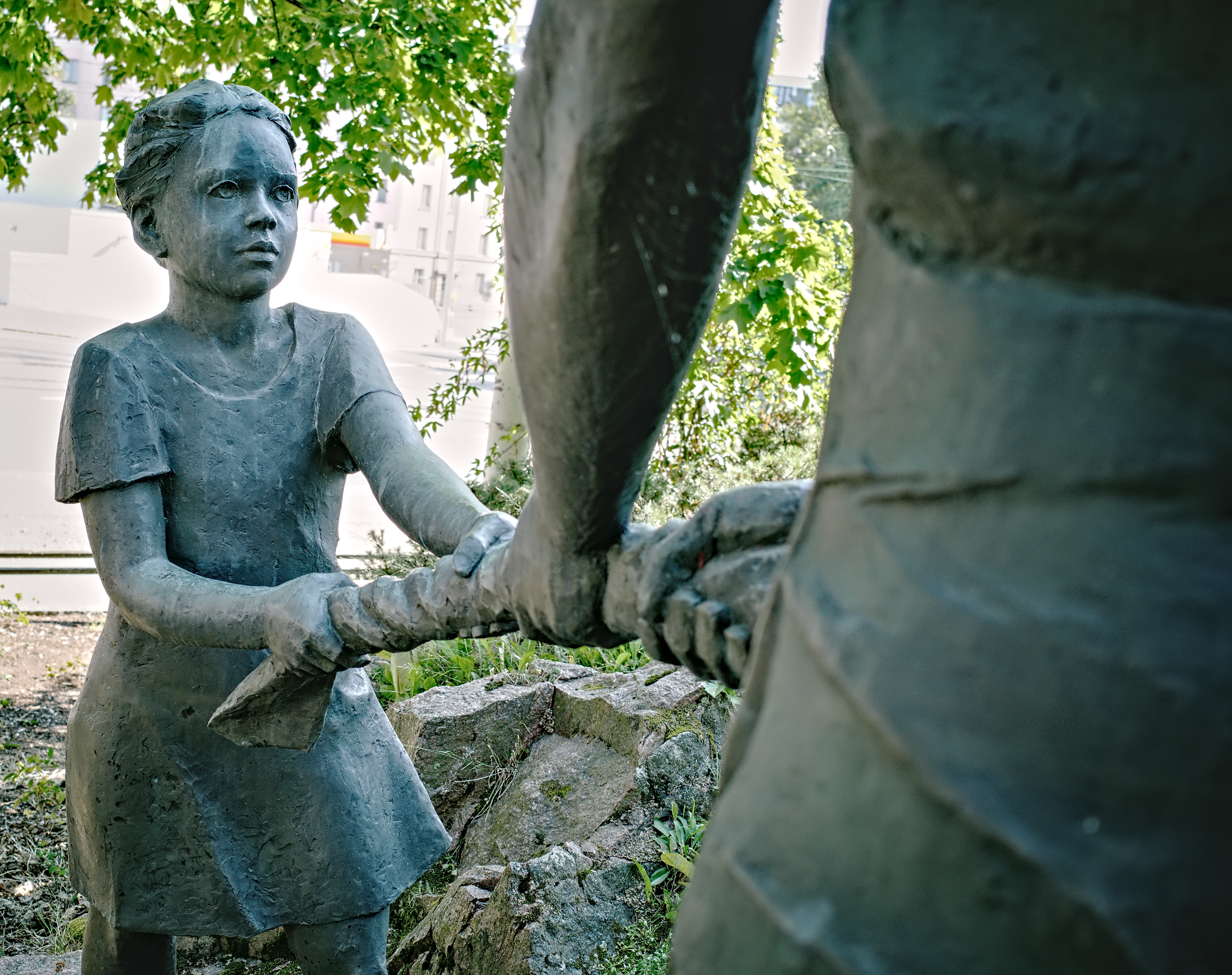
Detall de la filla, a qui popularment han anomenat Liisa

La Mare treballadora (en finès, Työläisäiti) és una escultura urbana situada al barri d’Alppiharju de la ciutat d'Hèlsinki, a la cruïlla dels carrers Sturenkatu i Läntinen Brahenkatu. L’obra, creada per l’escultor finlandès Panu Patomäki, es va inaugurar el 12 de maig de 1996, coincidint amb la Dia de la Mare.
L’escultura, fosa en bronze, representa una mare i una filla escorrent un llençol, en un gest quotidià i simbòlic de la vida domèstica. La composició és lleugerament més gran que la mida natural i ha estat considerada un exemple de realisme vigorós. Els habitants del barri han batejat les figures amb noms populars: la mare és coneguda com a Lyyli i la filla com a Liisa.
Aquest monument és un homenatge a les mares de classe obrera, i especialment a les dones treballadores que van contribuir de manera essencial al desenvolupament social i econòmic del país. És habitual trobar-hi flors el Dia de la mare, com a mostra de respecte i record.
La idea de crear aquest monument va sorgir l’any 1992, entre els membres d’una colla habitual de la sauna Päijänne, al barri de Vallila. Entre els principals impulsors hi havia els anomenats «membres de la colla de Kirstari», antics veïns del carrer Kirstinkatu, així com altres ciutadans de la zona. La iniciativa va ser finançada mitjançant activitats populars de recaptació de fons, i va comptar amb un fort suport comunitari. La inauguració oficial va ser presidida per Eeva Ahtisaari, esposa del president de la República de Finlàndia.
L'obra forma part de la col·lecció d'art de la ciutat de Hèlsinki, que és gestionada i comissariada pel Museu d'Art de Hèlsinki (HAM).